# Pärnu Elisabets församling
Pärnu Elisabets församling (estniska: Pärnu Eliisabeti kogudus) är en församling som tillhör Pärnu kontrakt inom den Estniska evangelisk-lutherska kyrkan. Församlingen omfattar staden Pärnu samt Paikuse kommun, Sauga kommun och den norra delen av Tahkuranna kommun.

## Större orter
- Paikuse (köping)
- Pärnu (stad)
- Sauga (småköping)